# François II de Montholon
Pour les articles homonymes, voir Famille de Montholon.
François II de Montholon, né vers 1529, et mort à Tours en octobre 1590, est un homme d'État français.
Il fut garde des sceaux de France du roi Henry III.

## Biographie
Il est le fils de François de Montholon. Il fut avocat.
La reine Éléonore d'Autriche, veuve du roi Charles IX de France, le constitua « son procucureur général en ses affaires du parlement et autres juridictions du royaume » .
Après que le chancelier de Cheverny eut été éloigné de la cour, il devint garde des sceaux de France par lettres du 6 septembre 1588, enregistrées le 29 novembre 1588.
Au décès du roi, il remit les sceaux au cardinal de Vendôme, chef du Conseil. 
Il est mort à Tours en octobre 1590 et inhumé à Paris à l'église Saint-André-des-Arts.
Les papiers personnels de la famille de Montholon sont conservés aux Archives nationales sous la cote 115AP 